# انگورفرنگی سیاه
انگور فرنگی سیاه (نام علمی: Ribes nigrum) یکی از میوه‌های مناطق معتدل است. این میوه بومی کشورهای مرکزی و شمالی اروپا و شمال آسیا است و در این کشورها به‌طور وسیع کشت می‌شود. انگور فرنگی سیاه میوه‌ای است که در ایالات متحده آمریکا کمتر شناخته شده‌است. این میوه (به فرانسوی: Cassis) نامیده می‌شود و در قنادی و شیرینی‌پزی فرانسوی برای تهیه سس میوه یا تزیین کیک کاربرد دارد.
این گیاه در منطقه ارسباران به اشتباه قره قاط نامیده می‌شود.

## ظاهر
انگور فرنگی سیاه درختچه‌ای است با شاخه‌های مستقیم و برگ‌های بریده بریده که پشت برگ‌های آن برجسته می‌باشد، گل‌های زردرنگ و کم‌رنگ آن به میوه‌های سیاه تغییر پیدا می‌کنند که بلندای آن به ۱/۵ تا ۲ متر می‌رسد.

## ارزش غذایی
میوه انگور فرنگی سیاه منبع بی نظیری برای ویتامین C است. در هر یک صد گرم انگور فرنگی سیاه ۱۵۹ تا ۲۰۰ میلی‌گرم ویتامین C موجود است؛ و این میزان بسیار بیشتر از دیگر میوه‌ها است. انگور فرنگی سیاه حاوی ویتامین‌های B، A، قندها و مواد معدنی لازم برای بدن است. تمامی این مواد روی سامانه عصبی بدن اثر خوبی می‌گذارند و همچنین سیستم ایمنی بدن را نیز تقویت می‌کند.